# ایولین پیرپونت، دومین دوک کینگستون آپون هال
ایولین پیرپونت، دومین دوک کینگستون آپون هال (انگلیسی: Evelyn Pierrepont, 2nd Duke of Kingston-upon-Hull؛ 1711 – ۲۳ سپتامبر ۱۷۷۳) نظامی و بازیکن کریکت اهل پادشاهی بریتانیای کبیر بود. وی همچنین برندهٔ جوایزی همچون نشان بند جوراب شده‌است.